# Genga
Genga är en ort och kommun i provinsen Ancona i regionen Marche i Italien. Kommunen hade 1 708 invånare (2018).